# Абезь (селище)
Абе́зь — селище в міському окрузі Інта республіки Комі, РФ. Центр сільської адміністрації Інтинське муніципальне утворення. Чисельність населення 783 людини (2000 рік.). Розташоване на правому березі річки Уса. Засноване в 1942 році як станція на залізничній гілці до Воркути. На іжемському діалекті мови Комі «Абезь» — нечупара, неохайний. Першопоселенцем в цих місцях був якийсь Абезь Міш (Неохайний Михайло).
З 1942 по 1991 рік мав статус селища міського типу.